# Національний музей автомобілів Ірану

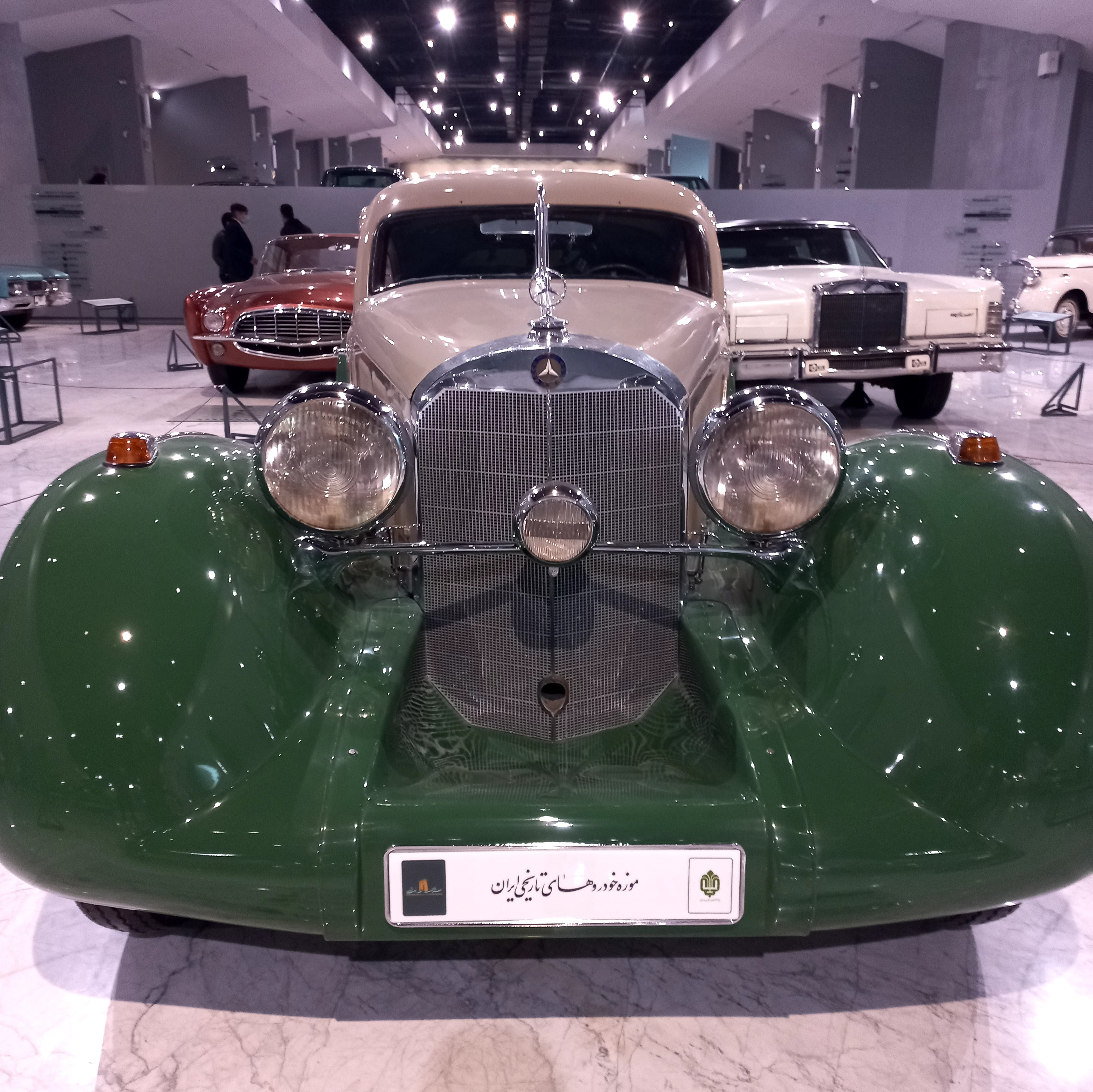
Mercedes-Benz 500K.

Національний музей автомобілів Ірану (перс. موزه ملی خودردو ایران Muze Melli Xodrodu Irân) — музей в Кереджі, Іран, відкритий 2001 року. В музеї представлені класичні авто, що належали останньому шаху династії Пахлаві Мохаммеду Резі. Окрім великого музею, відкритого для громадськості, є реставраційний центр з іншої сторони будівлі, закритий для відвідувачів.

## Автомобілі в музеї
Музей містить велику кількість транспортних засобів, від спортивних автомобілів до лімузинів, карет та велосипедів, на яких їздили члени королівської родини. Ось деякі з експонатів:
- Rolls-Royce Silver Ghost (чорний)
- Rolls-Royce Phantom I (чорний)
- Rolls-Royce Phantom II (чорний)
- Rolls-Royce Phantom III (чорний)
- Rolls-Royce Silver Cloud III (Кабріолет, червоно-коричневий)
- Rolls-Royce Phantom IV (чорний)
- Rolls-Royce Phantom V (червоно-коричневий)
- Rolls-Royce Phantom VI (червоно-коричневий)
- Rolls-Royce Corniche (темно-синій)
- Rolls-Royce Camargue (Карибський блакитний)
- Jaguar Mark IX
- Daimler DS420
- Stutz Blackhawk
- Lamborghini Miura (білий)
- Lamborghini Espada (жовтий)
- Lamborghini Countach (червоний металік) Подарунок Мохаммаду Резі Пехлеві від тітоньки, після того, як він склав екзамен з водіння.
- Ford Mustang
- Cadillac Eldorado (сріблястий) автомобіль шахбану Фарах Пахлаві в
- Chrysler 300 1956 спеціальний K300 — єдиний у своєму роді розроблений Ghia. Кажуть, що це був весільний подарунок шаха своїй другій дружині Сорайї, оснащений холодильником та програвачем
- Mercedes-Benz 500K спочатку обладнаний двигуном 540K — один з шести W29 «Autobahn-Kurier» які взагалі існували, один з трьох, що залишились. Нині на автомобілі встановлений серійний 8-циліндровий двигун Cadillac невідомого походження.
- Mercedes-Benz W100 три LWB (2 Landaulets із 59 побудованих за весь час) автомобілів, один SWB автомобіль
- Mercedes-Benz 190 SL W121
- Mercedes-Benz W111 280SE
- Mercedes-Benz W186/W189 Sc, W188I, Кабріолет A
- Mercedes-Benz W186/W189 S, W188II, 2+2 купе
- Morris Oxford
- Jensen Interceptor III
- Fiat 519
- Ferrari 365 4+4 (Срібло)
- Ferrari 500 Superfast Superamerica
- Maserati Ghibli Coupé
- MPV Tehran Type (з неймовірною історії, що його спеціально розробили спільно Mercedes-Benz, Porsche та Volkswagen для останнього наслідного принца Ірана, Рези Пахлаві)
- Panther Lazer єдиний в своєму роді
- Bizzarrini 5300 GT Strada
- Porsche 911 (чорний) переможець Ле-Мана, 600 HP
- Porsche 930 (світло-голубий металік)
- Porsche 928 29 км на одометрі
- Ford Model A
- BMW R 100 RS — мотоцикл шаха, з 692 км на одометрі
- Honda Gold Wing GL1000 (1976) — мотоцикл королеви Фарах Пахлаві
- Harley-Davidson WL 750 (1944)

## Історія
Після ісламської революції 1979 року Мохаммад Реза і його сім'я втекли з країни, залишивши позаду більшу частину свого майна. Було відомо про пристрасть шаха до спортивних автомобілів, і про те, як він вибирав собі одного з них і їздив пізно вночі по швидкісному шосе навколо Тегерана. Після того, як він залишив країну в січні 1979, автомобілі вперше залишились недоторканими. Під час революційного хаосу деякі з них були викрадені з палаців, інші — заховані: в гаражах, підвалах, або навіть під водою.
Два роллс-ройси (Silver Ghost і Phantom IV) були у Великій Британії на ремонті, коли вибухнула революція в Ірані. Пехлеві заявив, що то його приватна власність. Але після 11 років судових розглядів Іран, нарешті, домоглися того, що їх перевезли в Іран.
В рамках однієї з угод іранська влада продала більше ніж 1000 автомобілів арабському принцу за 2 млрд ріалів (приблизно 5000000 доларів США в той час). зрозуміло, що вони вважали ці розкішні артефакти залишками від «декадентських монархічних часів» і такими, що не становлять жодної цінності для ісламської країни.
Лише пильність інших іранських посадовців завадила здійснити експорт цих предметів величезної вартості (деякі вважають, що вона навіть перевищує вартість коштовностей корони в державній скарбниці Ірану). Цей вантаж зупинили буквально на березі Перської затоки, в гавані Бандар-Аббас, і повернули до Тегерана.
Відтоді автомобілі останнього шаха стали частиною національної спадщини. Німецька компанія Daimler пропонувала кілька мільйонів євро, щоб купити Mercedes 500 K Autobahn-Kurier для свого музею в Штутгарті (Mercedes-Benz Museum), але безуспішно.
До відкриття музею 2001 року роботи з відновлення автомобілів проводили проводили переважно іранські автолюбителі. Вони відновили лише невелику частину машин. Більш ніж 1000 автомобілів як і раніше перебувають в схованках, гаражах або парках (наприклад, в парку Палацу Саадабад) і чекають поки їх відкриють широкій громадськості.